# Arm (Heraldik)

Neustrelitz mit Stargarder Arm

Der Arm ist in der Heraldik eine gemeine Figur. Es wird der menschliche Arm genommen. Die Darstellung im Wappen  kann verschiedene grundsätzliche Formen haben. Der Arm kann einzeln oder auch paarweise im Wappenschild oder darüber, im Oberwappen, sein. Wenn die Armdarstellung vor der Beuge aufhört, wird es als Hand beschrieben. 
Ob es ein rechter oder linker Arm ist, legt die Wappenbeschreibung fest; ist aber durch das gewählte Feld und Richtung des Armes im Wappen schon festgelegt, da die innere Handfläche zum Betrachter gerichtet sein soll. Beispiele sind der Stargarder Arm bei der Herrschaft Stargard und das Wappen von Neustrelitz. Hier könnte die Wappenbeschreibung so lauten: Im rechten roten Feld ein wachsender silberner Arm mit Ärmel am Spalt, eine fliegende Schleife am Saum, in der Hand ein goldener diamantenbesetzter Ring ... Weiteres Beispiel ist das Wappen vom Bistum Graz-Seckau.
Gehäuft tritt diese Wappenfigur in der englischen Heraldik und auf rheinischen und lothringischen Wappen auf.

## Frauenarm

Wappen von Veendam

Eine besondere Form ist der Frauenarm, oft auch nur mit Ärmel bezeichnet. Er ist gewöhnlich angewinkelt und kann erst durch die zusätzlichen Beigaben als Frauenarm beschrieben werden. Eine Möglichkeit ist die Darstellung mit einem kurzen Blusenoberarm wie in Veendam oder der in der Beuge hängenden großen Handtasche. Diese wird auch als Buchbeutel benannt. Eine andere Form ist ein Ring mit besonderen Edelstein zwischen zwei Fingern gehalten. Fliegende Schleifen können den Arm schmücken. Er hat Naturfarbe.

## Panzerarm
Auch eine geharnischte Form des Armes ist möglich. Ein solcher wird in der Heraldik in Analogie zum Panzerbein als Panzerarm bezeichnet. Hierzu können ein Schwert, eine Lanze, eine gestielte Blume (Rose, Lilie) oder sonstige Gegenstände zum Halten in die Hand gegeben werden.

## Galerie

„redender“ Arm im Wappen von Armsheim
wie auch in Ehlenbogen
oder Ellbögen
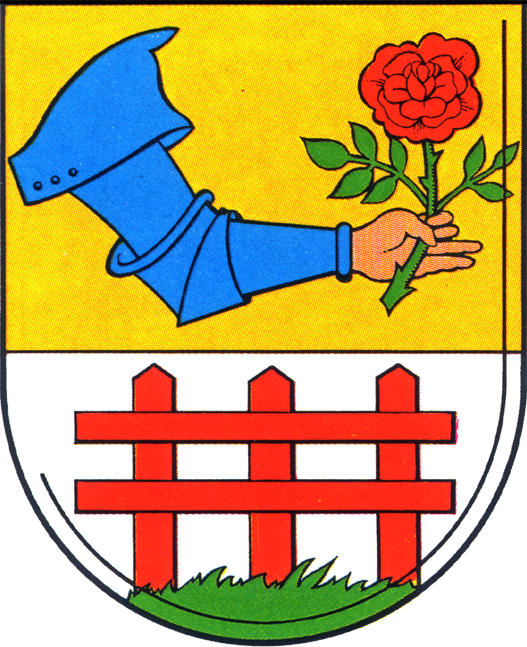
geharnischter Arm im Wappen von Berlin-Friedrichshagen
Riva San Vitale (Schwertarm)
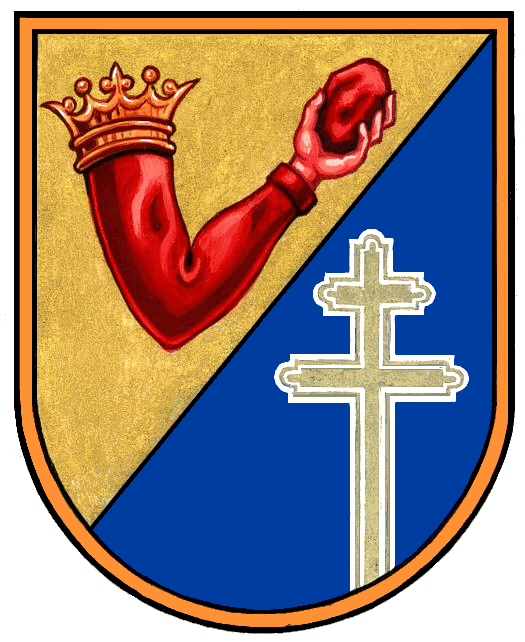
Oberdürrbach spielt auf den Märtyrertod des Hl. Stephanus an
Arm mit Rebmesser (Talheim bei Heilbronn)
Eutingen im Gäu (Varianten siehe hier)
Bosnien
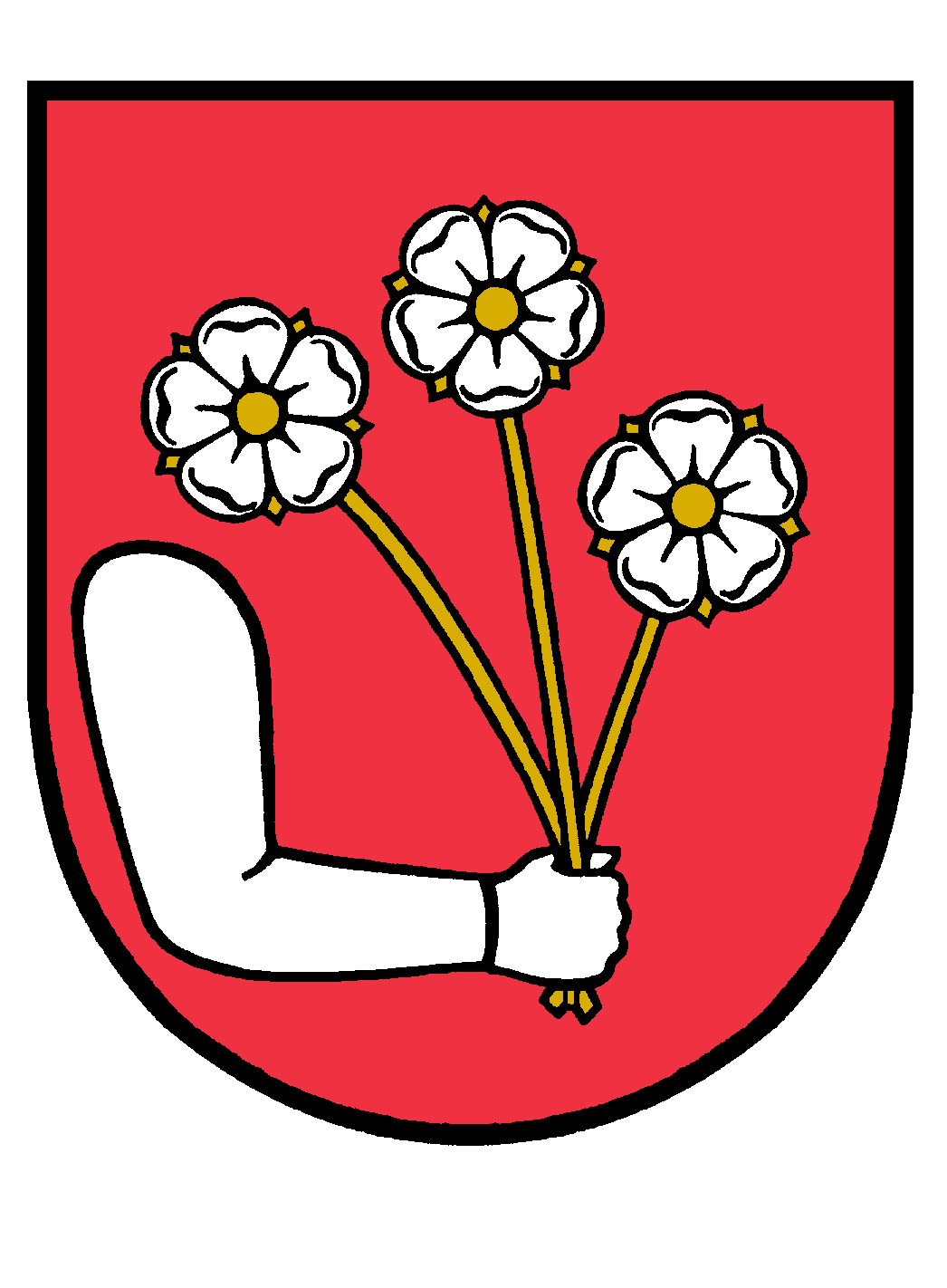
Golianovo
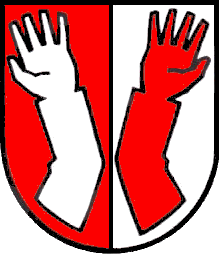
Sissach in verwechselten Farben
Varkaus (Finnland)